# Наукова бібліотека Національного університету «Києво-Могилянська академія»
Наукова бібліотека НаУКМА — інформаційний, навчальний, науково-дослідний, культурно-освітній, просвітницький підрозділ Національного університету «Києво-Могилянська академія». Загальний фонд бібліотеки складає понад мільйон томів, включно із електронними ресурсами (електронні книги, електронні журнали, баз даних тощо). Щодня до бібліотеки звертаються понад 2500 користувачів. Бібліотечна колекція повністю представлена в електронному каталозі.
У фондах бібліотеки зберігається 71 приватна колекція відомих учених, культурних та громадських діячів, серед яких Омелян Пріцак, Олег Зуєвський, Петро Одарченко, Курт Зонтгаймер, В'ячеслав Брюховецький, Володимир Панченко, Михайло Брик, Сергій Квіт, Дмитро Павличко, Віра Вовк, Сергій Іванюк та інші.
Бібліотека підтримує проєкт відкритого електронного архіву публікацій учених університету — інституційного репозитарію EKMAIR.
Бібліотека — член Української Бібліотечної Асоціації, Асоціації Дослідницьких бібліотек Європи LIBER, Консорціуму європейських наукових бібліотек (CERL), ініціатор багатьох проєктів у царині новітніх інформаційних технологій в Україні.

## Історія

### Бібліотека Києво-Могилянської академії
Бібліотека Києво-Могилянської академії була заснована майже одночасно з Київською братською школою. На думку істориків, бібліотека почала функціонувати приблизно з 1615 року. У XVII столітті це була одна з найбільших наукових бібліотек Східної Європи. Протягом кількох століть вона відігравала визначну роль у системі поширення знань та навчання на теренах теперішньої України.
Великих зусиль до розбудови бібліотеки доклав Петро Могила, який посприяв значному зростанню бібліотечного фонду. Незадовго до своєї смерті він заповів Академії власну книгозбірню, що складалась із 2 130 унікальних видань. Могила започаткував традицію дарування приватних книг видатними діячами України. Але Могилянська книгозбірня зазнала великих збитків внаслідок пожежі 1658 року, а зруйнування колегіуму польськими завойовниками 1665 році майже повністю знищили бібліотеку. Частина книжок згоріла, частину було розкрадено загарбниками й міщанами.
До XVIII століття фонд бібліотеки становив близько 3 500 книжок різними мовами, передусім латиною. У бібліотеці крім друкованих видань, зберігалась велика кількість рукописів, хронік, літописів, лекцій професорів, конспекти студентів та їхні наукові праці. Бібліотека мала також рідкісні видання XVI—XVII століть.  Для придбання книг за кордоном Академія підтримувала постійні зв'язки з окремими книговидавцями з Шльонська, Варшави, Братислави, Бреславля та інших міст Західної Європи. Велику допомогу в розбудови фондів надавали українські меценати.
1768 року з ініціативи колишнього вихованця академії М. Бантиш-Каменського
була заснована окрема бурсацька бібліотека для незаможних студентів, що не мали змоги купувати книжки. Як перший внесок бібліотеці бурси М. Бантиш-Каменський подарував 145 книжок, передусім по декілька примірників особливо важливих підручників.
На початку XVIII століття бібліотека поповнювалась тільки за рахунок подарованих книг, але вже в другій половині століття почали проводитися систематичні закупівлі книжок. Невдовзі фонд зріс майже до 7 000 примірників.
Пожежі 1775 і 1780 років на київському Подолі знову завдали величезної шкоди бібліотеці. Зокрема, 1780 року згоріло близько 9 000 книжок з академічної бібліотеки, пощастило зберегти лише 1670 томів. Пізніше бібліотеку бурси об'єднали із навчальною академічною, де разом нараховувалось близько 12 000 книжок: словників, цінних вітчизняних і зарубіжних видань з літератури, богослов'я, історії, географії, філософії, граматики, медицини, математики, астрономії, публіцистики тощо. 
В останнє десятиліття XVIII століття було здійснено спробу укласти повний каталог книжок бібліотеки Академії. Разом із богословськими, церковнослов'янськими та іноземними книгами тут були різноманітні лексикони-довідники, літописи, хроніки та історичні твори, а також навчальна література. Перший каталог книжок бібліотеки займав 150 сторінок друку. 

### Бібліотека Київської духовної семінарії
Після ліквідації Києво-Могилянської академії, її спадкоємицею з архівом та бібліотекою стала Київська духовна семінарія. На кінець XIX століття її фонди нараховували 150 000 томів. За роки радянської влади більшість книжок було або втрачено, або передано до інших інституцій. Колекція вцілілих видань та рукописів Могилянської книгозбірні зараз знаходиться в Національній бібліотеці України ім. Вернадського.

### Наукова бібліотека НаУКМА
Нова наукова бібліотека була повторно заснована одночасно з самим відродженим університетом у 1991 році. З лютого 1992 року почалося наповнення фондів практично з нуля, передусім за рахунок дарів та пожертв.

## Структура
Бібліотека об'єднує підбібліотеки: Бакалаврську бібліотеку ім. Антоновичів, Філологічну, Американську бібліотеку, а також бібліотеки Польського Центру, Бібліотеку-архів-музей Омеляна Пріцака, Бібліотеку рідких видань, науковий архів.

## Фонди

### Колекції
Фонд Наукової бібліотеки НаУКМА почав формуватися практично з нуля з лютого 1992 року. 70 % фонду складають книжки та періодичні видання, подаровані понад 5 тисячами фізичних осіб, установ та організацій з різних країн світу. Лише половину колекції складають видання українською мовою (51 %), англійською — 23 %, решта — іншими мовами світу (113 мов). Щорічне поповнення фонду становить 5-10 тис. примірників. Бібліотечна колекція повністю представлена в електронному каталозі.
Загальний бібліотечний фонд (станом на 1 січня 2017) становив 972 397 прим., включно з 341 332 назв ресурсів (198 баз даних).
Велику історичну й наукову цінність бібліотеки НаУКМА становить Фонд  — 66 (станом на 1.01.2017 р.): приватні книгозбірні українських вчених та діячів української діаспори зі США, Канади, Бразилії, Німеччини, Польщі та ін. Дві колекції склали основу для самостійних підрозділів Бібліотеки: Кабінет Омеляна Пріцака та Бібліотека-Архів Джеймса Мейса.  Фонд рідкісних та цінних видань нараховує понад 10 000 томів. Науковий архів бібліотеки містить матеріали викладачів та науковців НаУКМА, представників діаспори.

#### Меморіальна бібліотека Омеляна Пріцака
Створена в 2007 році — особова колекція ученого світового рівня: історика-сходознавця, філософа, філолога-лінгвіста, джерелознавця, професора Гарвардського університету (США), засновника і першого директора Інституту українських студій Гарвардського університету на основі приватної колекції ученого, що складається з бібліотеки, архіву, музейних експонатів, творів мистецтва, подарованої НаУКМА його вдовою, пані Ларисою Пріцак.
 
Найстарша книга бібліотеки знаходиться в колекції Омеляна Пріцака. Це одна з перших друкованих арабських книг знаменитого арабського географа, картографа та мандрівника аль-Ідрісі: Abu Abdullah Muhammad bin Muhammad bin 'Abd Allah bin Idris al-Idrisi, 1100—1166. De geographia vniuersali: Hortulus cultissimus, mire orbis regiones, prouincias, insulas, vrbes, earumque dimensiones & orizonta describens / Abu Abdullah Muhammad bin Muhammad bin 'Abd Allah bin Idris al-Idrisi. — Romae: in Typographia Medicea, 1592.

### Фонд рідкісної книги
У бібліотеці зберігається понад 20 000 назв рідкісних і особливо цінних видань. Більшість цих видань знаходиться у персональних колекціях видатних українських вчених та діячів української діаспори США, Канади, Бразилії, Німеччини, Польщі тощо, зокрема таких як Вячеслав Брюховецький, Володимир Старицький, Омелян Пріцак, Олег Зуєвський та ін. 80 відсотків фонду складають видання кінця XIX-початку XX століття. Фонд був започаткований з виданнями про історію Києво-Могилянської академії В. Аскоченського, Хведора Вовка, Степана Голубєва, а також «Систематичний каталог книг бібліотеки Київської Духовної Академії. 1890—1905» А. С. Криловського.
Серед особливо цінних видань початку XX ст. — прижиттєві видання видатних діячів політичного та наукового життя України Михайла Грушевського, Михайла Драгоманова, Дмитра Чижевського, Сергія Єфремова, Михайла Туган-Барановського, В'ячеслава Липинського, Степана Сірополка та інших.
Велику кількість видань фонду становлять малотиражні публікації української діаспори до 1947 року, а також рідкісні видання, що вирізняються за зовнішнім виглядом: (формат, папір, ілюстрації, оправа, розміщення тексту та ілюстрації тощо). 
Важливим внеском до загального Фонду рідкісних та цінних видань був дар доктора Юрія Мулика-Луцика (1913—1991), який Києво-Могилянській Академії передала його дружина, пані Валентина Мулик-Луцик (Бонітенко) 2 листопада 1997 року.
Найдавнішою друкованою книжкою Фонду рідкісних книг є видання 1676 року, надруковане в Єні (Німеччина). Це коментар та тлумачення до відомої книги Гуго Гроція «Про право війни і миру» (De Jure Belli ac Pacis), написані ректором Єнського університету Валентином Фельтаймом.
Найбільша частина рідкісних та цінних книжок належать колекції Омеляна Пріцака.

### Науковий архів
Науковий архів було створено 2001 року з метою впорядкування та зберігання колекцій документів приватних осіб, що виявили бажання передати разом з книжковими колекціями творчі, наукові, особисті та інші документи на постійне зберігання до Наукової бібліотеки НаУКМА. Разом з тим метою архіву стало створення документального комплексу, що відображатиме історію університету та української науки в цілому.

## Електронний архів eKMAIR
eKMAIR — (Electronic Kyiv-Mohyla Academy Institutional Repository) — Електронний архів Національного університету «Києво-Могилянська академія» що накопичує, зберігає, розповсюджує та забезпечує довготривалий, постійний та надійний доступ до наукових досліджень професорсько-викладацького складу, співробітників та студентів Університету.

## Бібліотека в цифрах
Короткі відомості станом на 1 січня 2024 р.
- Штат — 41 працівників
- Площа — 5 971 м²
- Загальний фонд — 999 120 прим.
- Загальний електронний фонд — 262 032 назв ресурсів (111 баз даних)
- Загальний друкований фонд — 737 088 прим.
- Основний книжковий фонд — 596 037 прим.
- Основний фонд періодичних видань — 98 484 прим. /  2 922 (з них газет 935 комплекти / 62 назв; журналів: 97 549 прим. / 2 860 назв)
- Науковий архів — 27 фондів архівних документів особового походження; 1 фонди установ; 1 фонд конкурсів науково-творчих робіт 14 450 справ
- Електронна колекція — е-журнали — 41 910, е-книги — 36 950; е-документи — 84 188; мультимедійні матеріали — 35 398
- Загальна кількість відвідувань  — 1 300 671, в середньому за день — 3 563
- Загальна кількість книговидач за рік  — 2 232 309
- Електронний каталог ~ 376 857 записів

## Директори
- січень 1995 — травень 2015 — Ярошенко Тетяна Олександрівна
- 2015 — вересень 2017 — Назаровець Сергій Андрійович
- вересень 2017 — дотепер — Чорна Тетяна Володимирівна